# Benjamin Lee Whorf
Benjamin Lee Whorf (ur. 24 kwietnia 1897 w Winthrop, zm. 26 lipca 1941 w Wethersfield) – amerykański językoznawca, znany najbardziej jako współtwórca tzw. hipotezy Sapira-Whorfa.

## Życiorys

### Dzieciństwo
Był pierwszym z trzech synów Harry’ego Church Whorfa i Sarah Edny Lee Whorf. Ojciec – intelektualista, malarz i człowiek teatru – odegrał w rozwoju Benjamina bardzo ważną rolę. Swoimi nietuzinkowymi zainteresowaniami zaraził bowiem trzech ciekawych świata młodzieńców. Benjamina w szczególności zaintrygowały chemikalia, barwniki i sprzęt fotograficzny, które to rzeczy licznie zgromadził Whorf senior.

### Nauka
Być może to właśnie dziecięce zainteresowania sprawiły, że w 1914 Benjamin podjął studia w Instytucie Technicznym Massachusetts, w zakresie inżynierii chemicznej. Był studentem raczej przeciętnym, co – jak zauważa znawca biografii i działalności naukowej Whorfa John B. Caroll – świadczy dobitnie, jak dalece powierzchowny jest związek między postępami w studiach a osiągnięciami w późniejszym życiu.
W 1920 ożenił się z Celią Inez Peckham, z którą miał troje dzieci.
W 1931 Whorf rozpoczął studia lingwistyczne na Uniwersytecie Yale, zajmując się głównie językami Indian Ameryki Północnej i Środkowej. Szczególnie dogłębnie badał języki Indian Hopi. W latach 1937–1938 wykładał na tej uczelni antropologię. Typowymi badaniami z zakresu językoznawstwa zajmował się jedynie jako hobby, jednakże jego praca u boku Edwarda Sapira wniosła wiele do tej dziedziny.

### Rozwój zawodowy
Absolutorium uzyskał w 1918, aby już po roku, tuż po otrzymaniu dyplomu, rozpocząć pracę jako praktykant do spraw zapobiegania pożarom w przedsiębiorstwie, w którym spędził ostatecznie kolejne 22 lata, aż do śmierci (w 1941). Była to praca dość niecodzienna jak na absolwenta inżynierii chemicznej (oraz w późniejszym czasie wybitnego językoznawcy), ale – jak się potem okazało – przydatna również w działalności naukowej. Whorf szybko okazał się doskonałym pracownikiem – zdobywał intratne kontrakty dla firmy, pozyskiwał nowych klientów. Jest to fakt nie bez znaczenia, gdyż w niektórych momentach jego płodność naukowa była równa dorobkowi profesora akademickiego, a przecież spędzał codziennie 8 godzin pracując jako inspektor ubezpieczeniowy.

### Działalność naukowa
Językoznawcze zainteresowania Whorfa wyrosły z rozważań nad konfliktem między nauką a religią. Postanowił on bowiem poszukać wyjaśnień w pogłębionych studiach językowych nad Starym Testamentem i w 1924 zaczął się uczyć hebrajskiego. Był szczerze przekonany, że uda się rozjaśnić wiele problemów religijno-filozoficznych przez reinterpretację semantyki biblijnej. Być może do takich wniosków doprowadziła go lektura La langue hébraïque restituée napisanej przez francuskiego dramaturga, filozofa i mistyka – Fabre d'Oliveta. W swojej książce próbuje on udowodnić ukryty sens Księgi Rodzaju poprzez ukazanie odrębnego znaczenia każdej litery alfabetu hebrajskiego. Mimo że autor tego dzieła zmarł mając opinię „szaleńca i wizjonera” jego dzieło zrobiło duże wrażenie na Whorfie i zachęciło do szerszych i pogłębionych studiów nad językiem. Nie wiadomo dlaczego wybrał języki Indian meksykańskich, jednak do studiów przystąpił z zapałem i robił bardzo szybkie postępy w nauce, tak że już w niedługim czasie nawiązał dialog z innymi badaczami. W efekcie tej współpracy w 1928 powstał pierwszy referat i publikacja pt. „Aztecki opis schyłku okresu tolteckiego”. Był to fragment odszyfrowanego pisma azteckiego. Praca ta spotkała się z dużym zainteresowaniem i przyniosła autorowi znaczną popularność.
Na Międzynarodowym Kongresie Amerykanistów wygłosił Whorf także inny referat, bliższy jak się wydaje jego ówczesnym zainteresowaniom, pt. „Lingwistyka aztecka”, w którym wyłożył tezę, że aztecki był językiem oligosyntetycznym, czyli takim, gdzie większość słów zbudowana jest z niewielu elementów (jednosylabowych rdzeni), z których każdy wyraża pewne pojęcie ogólne, ulegające modyfikacjom w konkretnych połączeniach, ale nie zatracające w nich całkowicie swego pierwotnego sensu. W początkowych latach pracy naukowej teoria oligosyntezy była dla Whorfa niezwykle istotna. We wniosku o stypendium Social Science Research Council wyraził pragnienie „aby zasadę oligosyntezy uczynić żywym wątkiem badawczym” i wykorzystać w pracach językoznawczych. Frapujący jest zatem fakt, że po przełomie, jaki w życiu badacza stanowiło spotkanie z Edwardem Sapirem, nie ma już żadnej wzmianki o oligosyntezie. Zresztą z młodzieńczych fascynacji pozostało tylko uwielbienie dla F. d’Oliveta, któremu chciał zadedykować niewydaną za życia książkę pt. Język, myśl i rzeczywistość.
Uzyskawszy pozytywną odpowiedź od komisji stypendialnej w 1930 wyjechał do Meksyku, gdzie prowadził badania językoznawcze (poznając m.in. języki potomków zamieszkujących te tereny Indian) i – na mniejszą skale – archeologiczne. Następnie przez kilka lat po powrocie opracowywał zgromadzone materiały. W tym okresie zaczęły ukazywać się jego monografie na temat języka Majów, ale zostały one dość chłodno przyjęte przez świat naukowy, co zapewne bardzo rozczarowało pewnego słuszności swojej metody badawczej Whorfa.

### Spotkanie z Sapirem
Przełomem w rozwoju naukowym Whorfa okazało się spotkanie z E. Sapirem (1884–1939), wielkim autorytetem w dziedzinie języków Indian, jak i w językoznawstwie ogólnym. Ich współpraca rozwijała się od 1931, kiedy to Sapir zaczął pracę na Uniwersytecie Chicagowskim, a Whorf został jego studentem. Był wybitnym uczniem: za pracę semestralną pt. „Struktura języków athapaskan” otrzymał ocenę celującą i specjalną pochwałę. Mimo że formalnie uczęszczał na studia doktoranckie, tytułu wyższego nigdy nie otrzymał, ani nawet o niego nie zabiegał – studiował dla intelektualnej przyjemności. Znajomość z Sapirem pobudzała do dalszej pracy i owocowała publikacjami, zwłaszcza z zakresu języków uto-azteckich, a w szczególności języka Indian Hopi. To właśnie badania nad tym językiem przyniosły mu sławę językoznawczą.
Wart zauważenia (i docenienia) jest fakt, że Whorf starał się pisać także dla odbiorcy nieposiadającego przygotowania specjalistycznego. Można śmiało powiedzieć, że był pierwszym popularyzatorem językoznawstwa współczesnego. Starał się bowiem apelować do spraw bliskich każdemu, które jednocześnie wiążą się z badaniami nad językiem, a za takie uważał przede wszystkim treść i sposób naszego myślenia. O tym też traktują jego najbardziej znane teksty, tj. „Związek między nawykami myślenia i zachowaniem a językiem” czy „Języki, myśl i rzeczywistość”.
Benjamin Lee Whorf zmarł po długiej i wyczerpującej chorobie (podczas której nie zaprzestał prac badawczych), w wieku 44 lat, w Wethersfield w stanie Connecticut. Większość jego znaczących prac została opublikowana dopiero po jego śmierci.